# Anniina Parkkinen
Anniina Parkkinen (* 30. Juli 1996 in Pieksämäki) ist eine finnische Beachvolleyballspielerin.

## Karriere
Parkkinen wurde 2012 mit Emmi Huovinen Siebte der U18-Europameisterschaft in Brünn. 2013 kam sie mit Taru Lahti auf den neunten Rang bei der U22-EM in Warna und den fünften Platz beim Turnier der NEVZA-Serie (North European Volleyball Zonal Association) in Göteborg. 2014 spielte sie zunächst das CEV-Satellite-Turnier in Antalya mit Niina Ahtiainen. Mit Essi Hasu gewann sie das NEVZA-Turnier in Kolding. Bei der U23-Weltmeisterschaft in Mysłowice verloren Parkkinen/Lahti das Spiel um Bronze gegen die Kanadierinnen Humana-Paredes/Pischke. Danach wurde Parkkinen mit Hasu beim Satellite-Turnier in Vaduz und beim NEVZA-Turnier in Oslo jeweils Neunte. Die U20-EM beendete sie mit Ahtiainen ebenfalls auf dem neunten Rang. Nach einem 17. Platz beim CEV-Satellite in Stuttgart kamen Parkkinen/Hasu in der NEVZA-Serie in Jyväskylä, Göteborg und Bournemouth jeweils in die Top Ten. Im Dezember spielten sie in Mangaung ihr erstes gemeinsames Open-Turnier der FIVB World Tour und belegten den 17. Platz.
2015 spielten sie in Prag ein weiteres Open-Turnier, schieden aber früh aus. Anschließend wurden sie Fünfte und Zweite bei den NEVZA-Turnieren in Odense und Lohja sowie Neunte und Dreizehnte bei den Satellite-Turnieren in Maladsetschna und Vaduz. Bei der Europameisterschaft 2015 in Klagenfurt gelangten sie als Gruppendritte der Vorrunde in die erste KO-Runde und mussten sich dort den Italienerinnen Giombini/Toti geschlagen geben. Zum Jahresende wurden sie noch Fünfte des NEVZA-Turniers in Göteborg.
Die Saison 2016 begannen Parkkinen/Hasu mit den Antalya Open und einem zweiten Platz in Kolding (NEVZA). Bei der Europameisterschaft 2016 in Biel/Bienne schieden sie als Gruppenletzte der Vorrunde ohne Satzgewinn aus. Danach spielten sie die Satellite-Turniere in Vilnius, Vaduz und Kisakallio, wobei sie sich vom dreizehnten über den neunten auf den siebten Rang steigerten. Beim NEVZA-Turnier in Kuopio wurden sie Fünfte. Das gleiche Ergebnis erzielte Parkkinen beim Jūrmala Masters mit Taru Lahti. Mit Riikka Lehtonen gewann sie das NEVZA-Turnier in Oslo, bevor sie wieder mit Lahti das Finale in Bournemouth und einen weiteren Turniersieg in Göteborg schaffte.
Zum Auftakt der World Tour 2017 kamen Parkkinen/Lahti beim Fünf-Sterne-Turnier in Fort Lauderdale auf den 17. Platz. Bei den Drei-Sterne-Turnieren in Xiamen mit Lehtonen und Den Haag mit Lahti (jeweils drei Sterne) erreichte Parkkinen den neunten und 25. Rang. Beim CEV-Masters in Baden wurde sie mit Lehtonen Fünfte, bevor sie das folgende Masters in Alanya mit Lahti im Finale gegen das deutsche Duo Behrens/Schumacher gewann. Das Satellite-Turnier in Larnaka spielte sie mit Erika Nyström und wurde dabei Fünfte. Parkkinen/Lahti erreichten bei der Europameisterschaft 2017 in Jūrmala Platz fünf und hatten einige Top-Ten-Ergebnisse auf der FIVB World Tour 2018 und 2019. Sie nahmen auch an der Weltmeisterschaft 2019 in Hamburg teil.